# أياكو فوغي
أياكو فوغي (باليابانية: 藤あや子؛ بالكانا: ふじ あやこ) هي مغنية مؤلفة يابانية، ولدت في 10 مايو 1961 في سيمبوكو في اليابان.

## وصلات خارجية
- أياكو فوغي على موقع ميوزك برينز (الإنجليزية)
- أياكو فوغي على موقع ديسكوغز (الإنجليزية)